# Червоний музей (Цілком таємно)

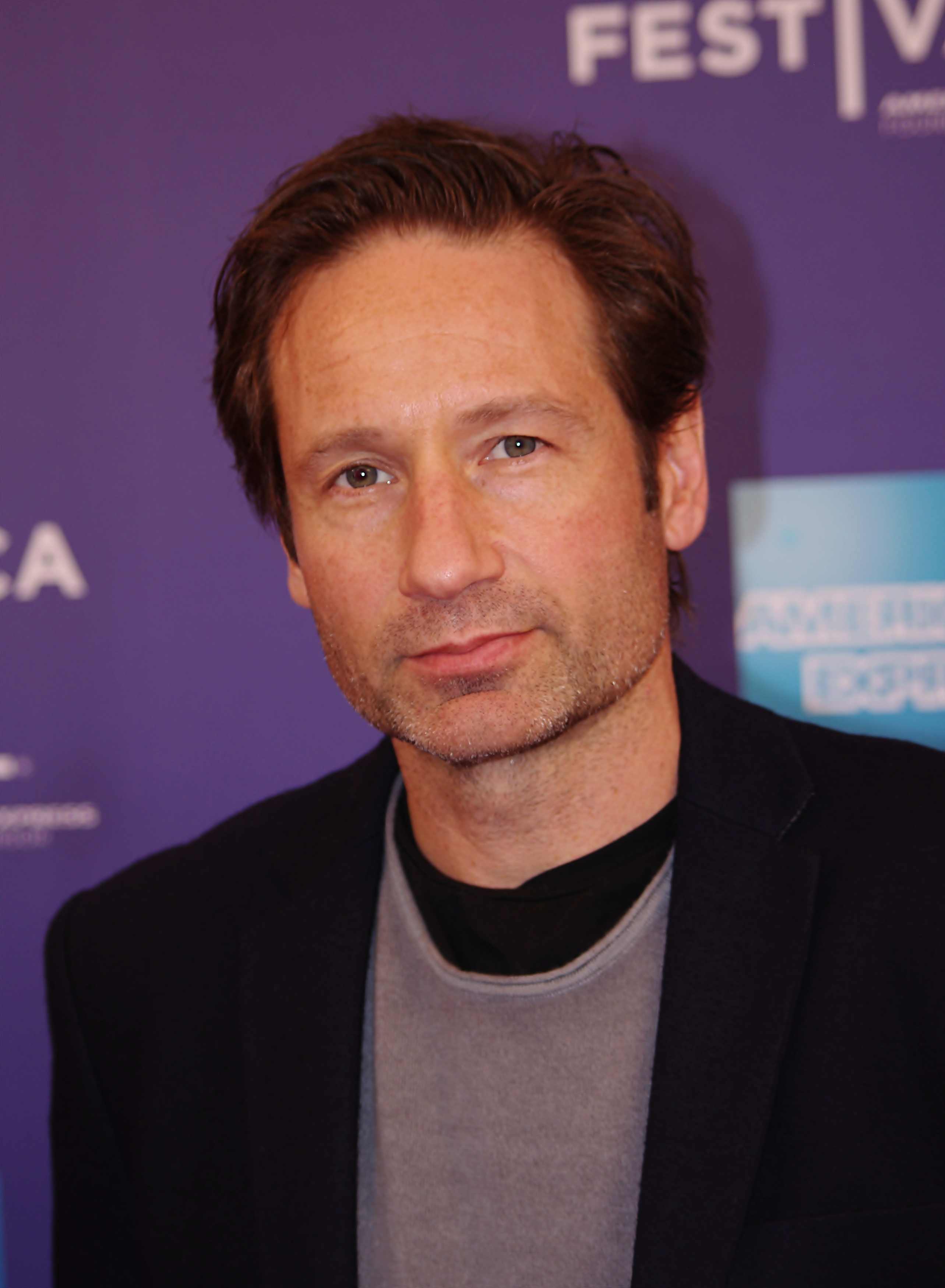

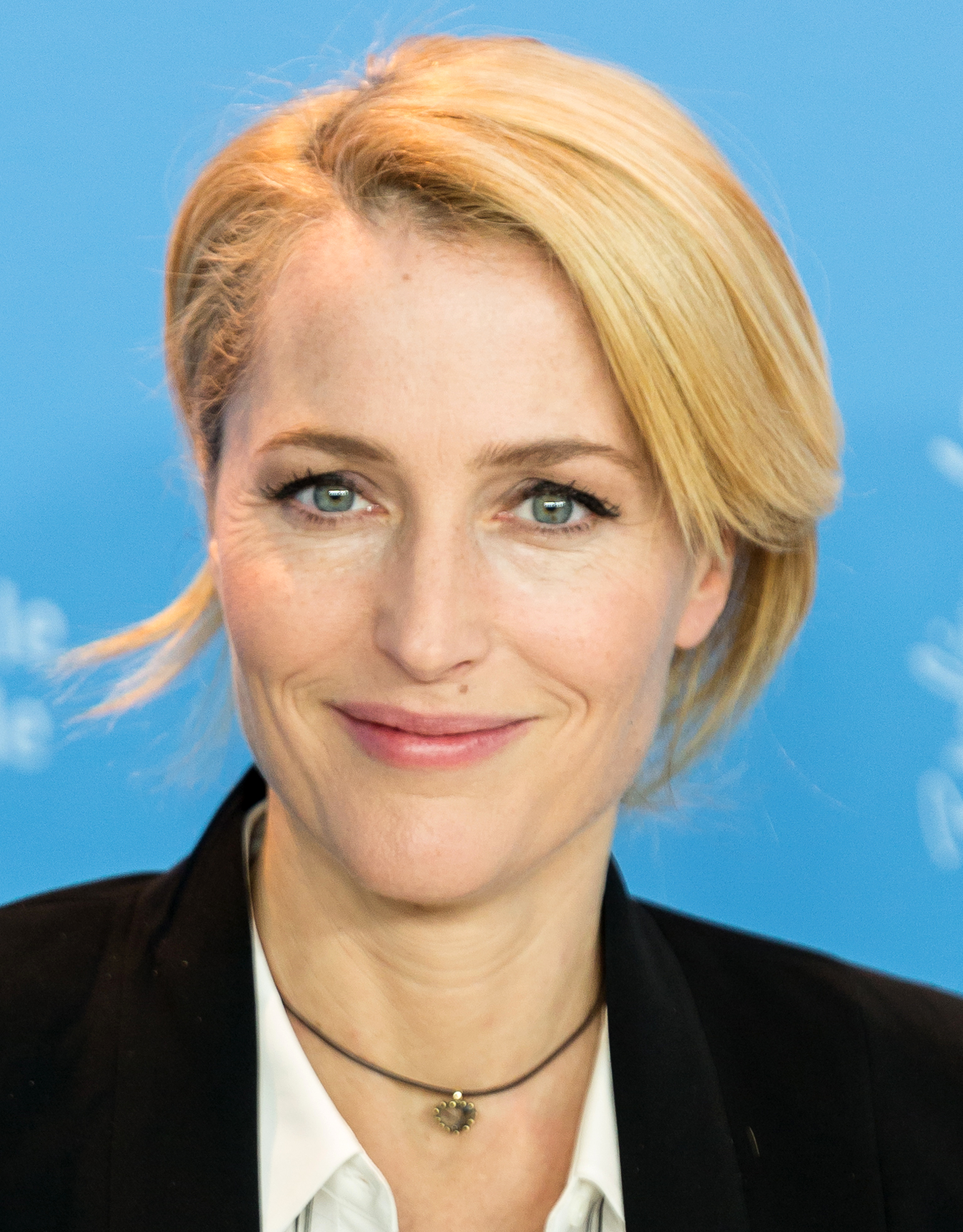

Червоний музей (англ. Red Museum) — десята частина другого сезону серіалу «Цілком таємно» («Секретні матеріали»).

## Зміст
Мати Гарі Кейна повернулася після роботи додому; доки вона причепурюється, до Гарі хтось дзвонить і він виходить з дому. Кейна знаходять через 12 годин напівроздягненого із написом на спині.
Агенти Фокс Малдер і Дейна Скаллі викликані для того, щоб розслідувати кілька викрадень в містечку Дельта Грін (Вісконсин), де викрадені підлітки згодом були виявлені напівроздягненими з написом «Він один» або «Вона одна» на спині. Після зустрічі з шерифом Мазероскі агенти спочатку підозрюють представників релігійного культу «Церква Червоного музею», що розташувалися неподалік, заснованого вегетаріанцем Річардом Одіном. Малдер, Скаллі і Мазеровскі відвідують церемонію в Церкві Червоного музею, яка переконує Малдера в тому, що послідовники культу — одержимі, котрі вірять — їх душі були забрані кимось із їхніх тіл. Одна з викрадених жертв стверджує, що відчувала, як в неї входив дух тварини.
Подружка сина шерифа стала останньою, кого викрали, а потім знайшли. Речовина, знайдена в крові (скополамін), пов'язує її з Річардом Одіном, якого 1986 року виключили з Американської медичної асоціації; Малдер і Скаллі допитують його. Після допиту вони зустрічають чоловіка, він показує їм кілька людей, які роблять коровам ін'єкції сироватки зростання соматотропіну — саме вона, на його переконання, є коренем усіх проблем в їх окрузі.
Тієї ж ночі місцевий доктор Джералд Ларсон та пілот загинули в авіакатастрофі. При вивченні залишків літака спливають навантажувальні ордери, які знову виводять слідство до викрадених підлітків. Виявляється — доктор Ларсон приймав пологи у мтерів викрадених підлітків. Один з тих, хто робив коровам щеплення, убитий Людиною-з-короткою-стрижкою (цей персонаж з'являвся в епізоді «Колба Ерленмеєра»). Інший, любитель підглядати по імені Джерд Томас, визнаний викрадачем після того, як агенти виявляють в будинку однієї з жертв викрадення обладнання для зйомок прихованою камерою. Томас стверджує, що доктор Ларсон перетворював дітей в монстрів за допомогою наркотиків, ін'єкції яких їм робив.
Тим часом, син шерифа виявляється убитий Людиною-з-короткою-стрижкою. При розмові з матір'ю викраденого з'ясовується, що доктор робив йому «вітамінні» ін'єкції; Малдер виявляє приховану кімнату — з неї здійснювалося відеоспостереження. Тим часом викрадають сина шерифа та вбивають.
Скаллі у водієві впізнає Людиною-з-короткою-стрижкою — найманця, який убив колишнього інформатора Малдера, про що і розповідає Фоксу. За результатами токсикологічної експертизи аналізів крові, Скаллі виявляє в організмі потерпілого ті ж речовини, що були виявлені в «колбі». Малдер переконаний, що доктор Ларсон вводив дітям ДНК прибульців. Агент переконує шерифа зібрати в одному місці всіх дітей, яких лікував доктор Ларсон і заховати їх у Церкві Червоного музею. Сам Малдер вистежує Людину-з-короткою-стрижкою на бойні, де той ледь не спалює дотла всю будівлю. Хоча Малдер намагається взяти найманця живим, розлючений шериф вбиває його.
Скаллі з'ясовує, що Людина-з-короткою-стрижкою не значиться в базі даних ФБР або Національному управлінні архівів та документації. Генетичний матеріал, який був щеплений коровам і викраденим підліткам, містить невідому субстанцію. Всі діти, яким була зроблена вакцинація невідомим препаратом, захворіли чимось, схожим на грип, а ті, що були членами секти — ні. Це наводить Скаллі на думку, що останні були контрольною групою в дослідженні.

## Знімались
| Актор             | Роль                       |
| ----------------- | -------------------------- |
| Девід Духовни     | Курець                     |
| Джилліан Андерсон | Дейна Скаллі               |
| Пол Санд          | Джерд Томас                |
| Стів Істін        | шериф Мазероскі            |
| Марк Ролстон      | Річард Одін                |
| Ліндсі Гінтер     | Людина з короткою стрижкою |
| Джилліан Барбер   | Бет                        |
| Боб Фрейзер       | Гері Кейн                  |
| Роберт Клотьє     | старший чоловік            |
| Елізабет Розен    | старший чоловік            |